# Por cualquier otro nombre (Star Trek: La serie original)
Por cualquier otro nombre es el episodio 22 de la segunda temporada de Star Trek: La serie original, transmitido por primera vez el 23 de febrero de 1968 y repetido el 31 de mayo de 1968. Es el episodio número 51 en ser transmitido y el número 50 en ser producido, fue escrito por D.C. Fontana y Jerome Bixby, y dirigido por Marc Daniels. El título está tomado de una línea de diálogo de Julieta en la obra Romeo y Julieta de William Shakespeare: "that which we call a rose / By any other name would smell as sweet" (en castellano: lo que llamamos una rosa / por cualquier otro nombre olería igual de dulce)
En la versión Bluray el título de este episodio en el audio en español es dado como Amor interplanetario.
Resumen: Seres de otra galaxia se apoderan de la nave estelar Enterprise en un intento por regresar a su hogar.

## Trama
En la fecha estelar 4657.5, la nave espacial USS Enterprise acude a una llamada de auxilio proveniente de un planeta sin explorar. Una partida de desembarco se teletransporta a la superficie de éste para localizar la fuente, y se encuentran con una mujer y un hombre de aspecto humanoide que se les aproximan. El hombre le ordena al capitán Kirk que se rinda y le entregue al Enterprise. Kirk, por supuesto, rehúsa, a continuación tanto el hombre como la mujer operan unas cajas de control ubicadas en sus cinturones lo que paraliza a la partida de desembarco.
La pareja se identifica como Rojan y Kelinda del imperio Kelvan, localizado en la distante Galaxia de Andrómeda. Rojan informa a Kirk que ahora él tiene el control y que cualquier intento de resistencia será castigado severamente. También informa que pronto abandonarán esta galaxia y que se enfrentarán al fin de sus existencias tal como la conocen ahora.
La partida de desembarco es liberada después de que Kelinda les quita sus armas, y Rojan continúa explicando que su propósito era encontrar plantas adecuadas para conquistar en esta galaxia. Sin embargo, su nave fue destruida cuando pasaron a través de la barrera galáctica que rodea la galaxia y ahora necesitan al Enterprise para realizar el viaje de retorno de 300 años de regreso a su hogar. Planean modificar los motores de la nave para poder realizar este viaje de regreso.
| Cuboctaedro |

Mientras Rojan está conversando, otros tres kelvianos se transportan subrepticiamente a bordo del Enterprise y rápidamente toman el control de la nave. Uno de ellos, Hanar, regresa al planeta para informar a Rojan. A continuación Rojan ordena que los miembros de la partida de desembarque sean llevados a una celda. Spock usa sus habilidades telepáticas para atraer a Kelinda, logrando atraparla y quitarle su cinturón con el control. La partida escapa, pero se encuentra con Rojan quien activa su cinturón y transforma a dos miembros de la partida de desembarque en pequeños bloques de forma cuboctaedral de una substancia parecida a la tiza. La partida de desembarque queda sorprendida, Rojan explica que los bloques es todo lo que queda después de que un ser humano es reducido a sus elementos básicos.
Rojan toma los bloques y aplasta uno destruyéndolo y dejando sólo el polvo. A continuación Hanar convierte el bloque restante a su forma humana original, pero el bloque destruido, que era la Yeoman Thompson, no puede volver a reconstituirse. La partida de desembarque es regresada a su celda, donde Spock analiza las imágenes mentales recibidas mientras estuvo en contacto con la mente de Kelinda. Informa a Kirk que ha visto la imagen de una gran criatura, con centenares de tentáculos, que cree es la verdadera forma de los kelvianos. También piensa que los kelvianos adoptaron la forma humana para poder usar el Enterprise.
Spock se coloca en profundo trance, y el dr. McCoy solicita a los kelvianos que le permitan llevar a Spock a la enfermería para tratamiento. Los kelvianos están de acuerdo con la petición y transportan a toda la partida de desembarco, junto con ellos, a la nave. Kirk se reúne con McCoy y Spock en la enfermería, donde Spock les revela que puede encontrar una forma para interferir los cinturones de control de los kelvianos.
Los tres se escabullen a ingeniería donde, junto con el sr. Scott, encuentran que no pueden llegar a las modificaciones que los kelvianos hicieron al equipo. Pero el sr. Scott abre las válvulas de control del sistema de materia/antimateria e informa a Kirk que puede destruir al Enterprise si es necesario. Kirk decide no utilizar dicha opción y esperar hasta que penetren la Barrera Galáctica.
Después de que la nave alcanza el borde la galaxia, los kelvianos activan sus cinturones, reduciendo a todo el personal no esencial a bloques de tiza para que no interfieran. Mantienen a Kirk, Scott, Spock y a McCoy para ayudarles a mantener las funciones esenciales de la nave. Uno de los kelvianos, Tomar, solicita una muestra de la cocina humana que acaba gustándole. Spock recuerda de su contacto mental con Kelinda que los kelvianos, que normalmente sacrifican las distracciones tales como los sentidos de la percepción y las emociones para lograr su superior inteligencia, están experimentando en forma creciente reacciones humanas debido a su necesidad de tomar formas humanas. A través de la intranquilidad y quejas verbales, la tripulación del Enterprise deduce que los kelvianos no están acostumbrados a sus cuerpos humanos, y deciden explotar ese hecho.
Scott se hace amigo de Tomar, y lo lleva a su habitación donde logra intoxicarlo con un fuerte brandy saurinao, y con una vieja y polvorienta botella de scotch. McCoy le prescribe una serie de inyecciones a Hanar después de decirle que su cuerpo humano no se ve bien, y Kirk dirige su atención a Kelinda. Se disculpa por su previo comportamiento y le demuestra la forma humana de pedir perdón besándola.
Rojan camina con ellos, y Kirk se escabulle en su habitación. Posteriormente, Rojan juega ajedrez tridimensional y pierde con Spock. Spock observa que el pobre desempeño de Rojan puede deberse a los celos, lo que Rojan deniega enfáticamente. Rojan se dirige a confrontar a Kelinda, pidiéndole que deje de confraternizar con Kirk y los otros humanos. La toma violentamente por su brazo cuando rehúsa obedecerle. Posteriormente, Kelinda se escabulle y se encuentra con Kirk, solicitándole que experimenten nuevamente con los besos.
De regreso al puente, Hanar comienza a ser afectado por las inyecciones de McCoy y rehúsa belicosamente obedecer las órdenes de Rojan. Rojan envía a Hanar a su habitación. Para ese momento, la alta ingesta de alcohol causa que Tomar pierda la conciencia, pero Scott encuentra que está demasiado borracho para dejar su habitación.
Rojan encuentra a Kirk y Kelinda juntos nuevamente y furioso los confronta. Kirk logra que éste comience una pelea. Kirk siendo más fuerte y rápido aplasta a Rojan fácilmente contra el suelo. En ese instante Kirk le dice a Rojan que su gente ya se está convirtiendo en humanos. Pronto serán tan extraños para los otros kelvianos que en 300 años (supuestamente cuando lograrán llegar a su hogar) que sus descendientes no serán capaces de vivir entre su propia raza.
Rojan medita unos instantes y está de acuerdo con Kirk, sabiendo que será imposible regresar nuevamente a su hogar. Rojan cede el control de la nave de regreso a Kirk y restaura a su tripulación. Kirk da la vuelta y regresa al Enterprise. Rojan acepta la oferta de Kirk de ser un mediador entre la Federación y los kelvianos si éstos regresan alguna vez. Un planeta adecuado es localizado (el planeta donde ellos habían naufragado) para que así Rojan y su gente puedan vivir en paz. Spock sugiere que una nave robot podría ser enviada hacia Andrómeda con esta propuesta.

## Remasterización del aniversario de los 40 años
Este episodio fue remasterizado en el año 2006 y fue transmitido el 8 de marzo de 2008 como parte de la remasterización de la serie original. Fue precedido una semana antes por la versión remasterizada de La manzana y seguido una semana más tarde por la versión remasterizada de Aquello que sobrevive. Además del audio y video remasterizado, y todas las animaciones de la USS Enterprise realizadas por CGI que es el estándar de todas las revisiones, los cambios específicos para este episodio son:
- Se le dio una apariencia más terrestre al planeta visitado.
- Se agregó una toma más amplia para mostrar la superficie del planeta más que usar una de primer plano a la partida de desembarque cuando se teletransportan.
- Las escenas del viaje a través de la barrera galáctica fueron revisadas, con el metraje similar al usado en la versión remasterizada de Un lugar jamás visitado por el hombre.
- Las escenas del viaje hacia la galaxia de Andrómeda fueron revisadas. En vez de usar una foto estática tomada con un telescopio, ahora tienen un giro animado.